# Henry Holland (wicehrabia)
Henry Thurstan Holland, 1. wicehrabia Knutsford GCMG (ur. 3 sierpnia 1825, zm. 29 stycznia 1914) –  brytyjski polityk, członek Partii Konserwatywnej, minister w rządach lorda Salisbury’ego.

## Życiorys
Był synem sir Henry'ego Hollanda, 1. baroneta. Wykształcenie odebrał w Harrow School, na Uniwersytecie Durham oraz w Trinity College na Uniwersytecie Cambridge. W 1849 r. rozpoczął praktykę adwokacką w korporacji Inner Temple. W 1867 r. został prawnym doradcą Ministerstwa Kolonii. W latach 1870–1874 był asystentem podsekretarza stanu w tymże resorcie. W 1873 r. odziedziczył po śmierci ojca tytuł baroneta.
W 1874 r. został wybrany do Izby Gmin jako reprezentant okręgu Midhurst. Od 1885 r. reprezentował Hampstead. W latach 1885–1887 był wiceprzewodniczącym Komitetu Edukacji. W latach 1887–1892 był ministrem kolonii. W 1888 r. otrzymał tytuł barona Knutsford i zasiadł w Izbie Lordów. W 1889 r. przyznał koncesję Brytyjskiej Kompanii Południowoafrykańskiej Cecila Rhodesa.
Nie wszedł w skład nowego gabinetu Salisbury’ego w 1895 r. W tym samym roku jego tytuł parowski podniesiono do rangi wicehrabiego. Zmarł w 1914 r. Tytuły parowskie odziedziczył jego syn, Sydney.